# Ny Andromedae

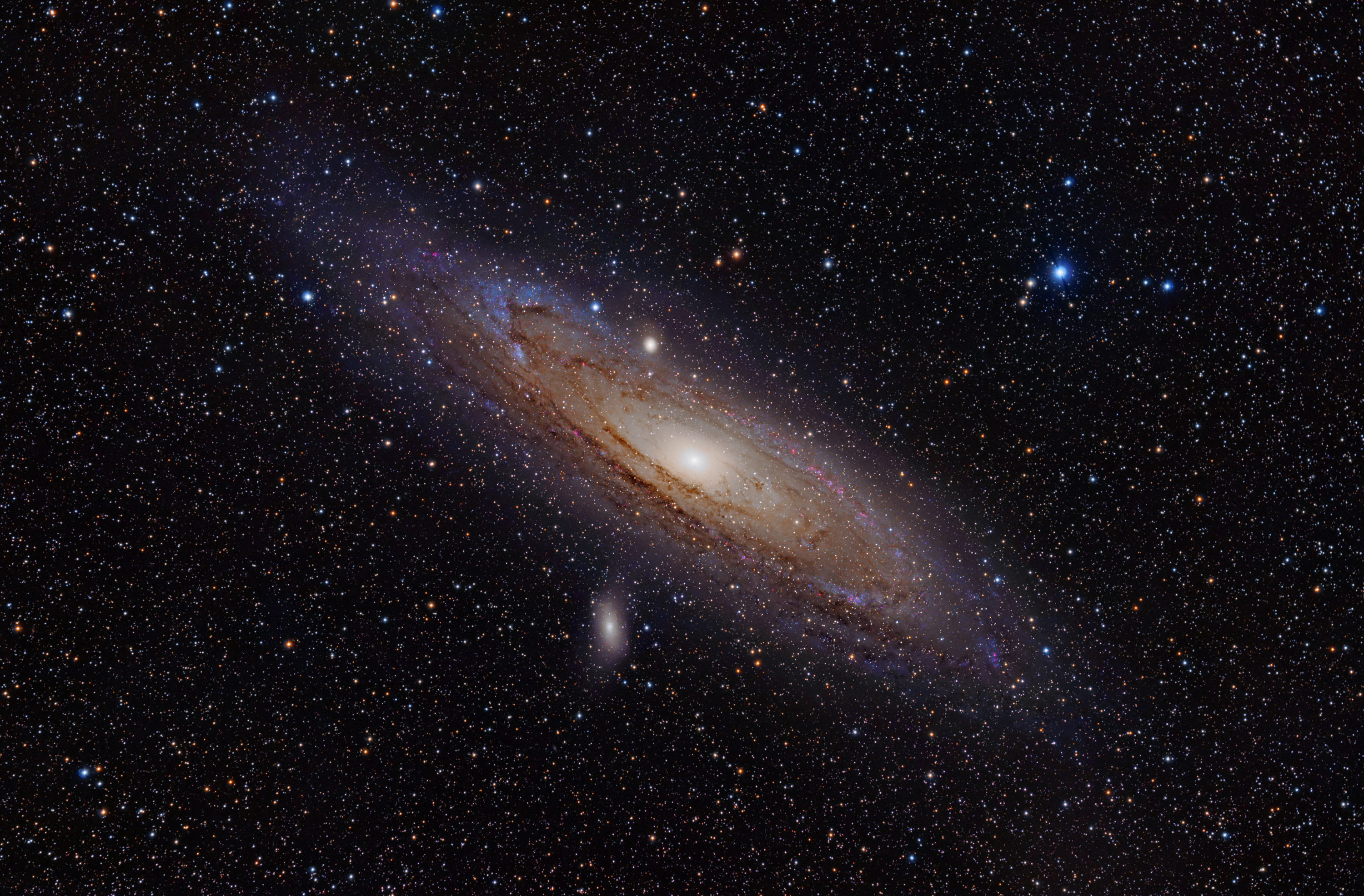
Ny Andromedae ist der hervorstechende blaue Stern in der oberen rechten Bildecke. Im Zentrum befindet sich die Andromedagalaxie (M31).

ν Andromedae (Ny Andromedae, kurz ν And) ist mit einer scheinbaren Helligkeit von 4,53m ein  dem bloßen Auge recht lichtschwach erscheinender bläulicher Stern im Zentrum des Sternbilds Andromeda, nur einen Grad östlich der Andromedagalaxie (M31) gelegen. Nach Parallaxen-Messungen der Raumsonde Gaia ist ν And circa 564 Lichtjahre von der Erde entfernt. Die Radialgeschwindigkeit des Sterns beträgt nach dem Eintrag in einem 1953 veröffentlichten Katalog −23,9 km/s. Dieser Wert stimmt gut mit jenem im erweiterten Hipparcos-Katalog angegebenen von (−23,50 ± 4,20) km/s überein, weicht aber stark von dem von Gaia gemessenen Wert von (+47,62 ± 4,52) km/s ab.
ν And ist ein spektroskopischer Doppelstern, bei dem der Begleiter den Hauptstern auf einer fast kreisförmigen Bahn (die Exzentrizität des Orbits beträgt nur 0,03) mit einer Periode von 4,2827 Tagen in nur circa 0,1 Astronomischen Einheiten Entfernung umläuft.  Die Hauptkomponente ist ein Hauptreihenstern der Spektralklasse B5 V und besitzt etwa 5,9 Sonnenmassen sowie die 1100-fache Sonnenleuchtkraft. Der Astronom Jim Kaler nimmt ihren Durchmesser mit etwa 6 Sonnendurchmessern an, während direkte Messungen ihres Winkeldurchmessers (ungefähr 0,26 Millibogensekunden) unter Voraussetzung der von Gaia gemessenen Distanz einen realen Durchmesser von 4,8 Sonnendurchmessern ergeben. Sie ist wesentlich heißer als die Sonne; die effektive Temperatur ihrer äußeren Atmosphäre beträgt etwa 14900 Kelvin. Der lichtschwächere Begleiter ist ein sonnenähnlicher Hauptreihenstern der Spektralklasse F8 V, doch sind seine physikalischen Parameter nicht genau bekannt. Seine Masse dürfte etwa 1,1 Sonnenmassen betragen. Die weitere Entwicklung dieses sehr engen Doppelsternsystems, wenn sich der B8-Stern zu einem Riesenstern aufblähen wird, lässt sich derzeit nicht vorhersagen.
ν And wird zu den Runaway-Sternen gezählt. Einst wurde er wohl von einem anderen Begleiter mit relativ hoher Geschwindigkeit herausgeschleudert. Dies dürfte ein Hinweis darauf sein, dass er einst Mitglied eines Mehrfachstern-Systems gewesen sein könnte.